# John Neely Kennedy
John Neely Kennedy (Centreville, 1951. november 21. –) amerikai jogász és politikus, aki Louisiana szenátora 2017 óta. Eredetileg a Demokrata Párt tagja volt, 2007-ben pártot váltott és republikánus lett. Korábban Louisiana pénzügyminisztere volt 2000 és 2017 között.
1999-ben választották meg először Louisiana pénzügyminiszterének, majd újraválasztották 2003-ban, 2007-ben, 2011-ben, és 2015-ben. 2004-ben és 2008-ban is indult szenátori pozícióért, sikertelenül. 2007-ben pártot váltott. 
2016-ban nyolc év után először indult szenátori pozícióért. A választáson legyőzte a demokrata Foster Campbell-t a szavazatok 61%-ának megszerzésével. 

## Választási eredmények
| Párt     | Jelölt       | Szavazatok | %      |
| -------- | ------------ | ---------- | ------ |
|          | John Kennedy | 621,796    | 55.56% |
|          | Ken Duncan   | 497,319    | 44.44% |
| Összesen | Összesen     | 1,119,115  | 100.0% |

| Párt     | Jelölt                    | Szavazatok | %      |
| -------- | ------------------------- | ---------- | ------ |
|          | John Kennedy (hivatalban) | 1          | 100.0% |
| Összesen | Összesen                  | 1          | 100.0% |

| Párt     | Jelölt                  | Szavazatok | %      |
| -------- | ----------------------- | ---------- | ------ |
|          | David Vitter            | 943,014    | 51.03% |
|          | Chris John              | 542,150    | 29.34% |
|          | John Kennedy            | 275,821    | 14.92% |
|          | Arthur A. Morrell       | 47,222     | 2.56%  |
| FÜG      | Richard M. Fontanesi    | 15,097     | 0.82%  |
| FÜG      | R. A. "Skip" Galan      | 12,463     | 0.67%  |
|          | Sam Houston Melton, Jr. | 12,289     | 0.66%  |
| Összesen | Összesen                | 1,848,056  | 100.0% |

| Párt     | Jelölt                    | Szavazatok | %      |
| -------- | ------------------------- | ---------- | ------ |
|          | John Kennedy (hivatalban) | 1          | 100.0% |
| Összesen | Összesen                  | 1          | 100.0% |

| Párt     | Jelölt                     | Szavazatok | %      |
| -------- | -------------------------- | ---------- | ------ |
|          | Mary Landrieu (hivatalban) | 988,298    | 52.11% |
|          | John Kennedy               | 867,177    | 45.72% |
|          | Richard Fontanesi          | 18,590     | 0.98%  |
| FÜG      | Jay Patel                  | 13,729     | 0.72%  |
| FÜG      | Robert Stewart             | 8,780      | 0.46%  |
| Összesen | Összesen                   | 1,896,574  | 100.0% |

| Párt     | Jelölt                    | Szavazatok | %      |
| -------- | ------------------------- | ---------- | ------ |
|          | John Kennedy (hivatalban) | 1          | 100.0% |
| Összesen | Összesen                  | 1          | 100.0% |

| Párt     | Jelölt                    | Szavazatok | %      |
| -------- | ------------------------- | ---------- | ------ |
|          | John Kennedy (hivatalban) | 787,677    | 80.09% |
|          | Jennifer Treadway         | 195,791    | 19.91% |
| Összesen | Összesen                  | 983,468    | 100.0% |

| Párt     | Jelölt                      | Szavazatok | %      |
| -------- | --------------------------- | ---------- | ------ |
|          | John Kennedy                | 482,591    | 25.0%  |
|          | Foster Campbell             | 337,833    | 17.5%  |
|          | Charles Boustany            | 298,008    | 15.4%  |
|          | Caroline Fayard             | 240,917    | 12.5%  |
|          | John Fleming                | 204,026    | 10.6%  |
|          | Rob Maness                  | 90,856     | 4.7%   |
|          | David Duke                  | 58,606     | 3.0%   |
|          | Derrick Edwards             | 51,774     | 2.7%   |
|          | Gary Landrieu               | 45,587     | 2.4%   |
|          | Donald "Crawdaddy" Crawford | 25,523     | 1.3%   |
|          | Joseph Cao                  | 21,019     | 1.1%   |
| FÜG      | Beryl Billiot               | 19,352     | 1.0%   |
|          | Thomas Clements             | 11,370     | 0.6%   |
| FÜG      | Troy Hebert                 | 9,503      | 0.5%   |
|          | Josh Pellerin               | 7,395      | 0.4%   |
|          | Peter Williams              | 6,855      | 0.4%   |
|          | Vinny Mendoza               | 4,927      | 0.3%   |
| FÜG      | Kaitlin Marone              | 4,108      | 0.2%   |
|          | Le Roy Gillam               | 4,067      | 0.2%   |
|          | Charles Eugene Marsala      | 3,684      | 0.2%   |
|          | Abhay Patel                 | 1,576      | 0.1%   |
| FÜG      | Arden Wells                 | 1,483      | 0.1%   |
| FÜG      | Bob Lang                    | 1,424      | 0.1%   |
| FÜG      | Gregory Taylor              | 1,151      | 0.1%   |
| Összesen | Összesen                    | 1,933,635  | 100.0% |

| Párt     | Jelölt          | Szavazatok | %      |
| -------- | --------------- | ---------- | ------ |
|          | John Kennedy    | 536,191    | 60.65% |
|          | Foster Campbell | 347,816    | 39.35% |
| Összesen | Összesen        | 884,007    | 100.0% |